# Saison 2016 de l'ATP
Cet article traite de la saison 2016 masculine. Pour la saison 2016 féminine, voir Saison 2016 de la WTA.
Pour un article plus général, voir 2016 en tennis.
Pour un article plus général, voir ATP World Tour.
Vainqueurs des tournois majeurs
Cet article rassemble les résultats des tournois de tennis masculin de la saison 2016. Celle-ci est constituée de 68 tournois répartis en plusieurs catégories :
- 62 organisés par l'ATP : 
  - les Masters 1000, au nombre de 9 ;
  - les ATP 500, au nombre de 13 :
  - les ATP 250, au nombre de 39 ;
  - les ATP World Tour Finals qui réunissent les huit meilleurs joueurs et paires au classement ATP Race en fin de saison ;
- 6 organisés par l'ITF :
  - les 4 tournois du Grand Chelem ;
  - les Jeux olympiques qui se déroulent à Rio de Janeiro ;
  - la Coupe Davis (compétition par équipes).

La Hopman Cup est une compétition mixte (par équipes), elle est organisée par l'ITF.
Andy Murray, Juan Martín del Potro, Marin Čilić, Novak Djokovic, Rafael Nadal, Roger Federer et Stanislas Wawrinka sont les joueurs en activité qui ont remporté un tournoi du Grand Chelem.

## Nouveautés de la saison
- 2016 est une année olympique. Les Jeux de Rio de Janeiro prennent place dans le calendrier entre les Masters 1000 de Toronto et Cincinnati.
- En ATP 250 :
  - Zagreb (dur (int.)) disparaît et est remplacé par Sofia (même surface) (qui retrouve un tournoi ATP après deux éditions en 1980 et 1981).
  - Le Tournoi du Maroc (terre (ext.)) déménage de Casablanca à Marrakech.
  - Valence (dur (int.)) disparaît pour laisser place à Anvers (même surface).
  - Bogota (dur (ext.)) disparaît pour laisser place à Cabo San Lucas (même surface).
  - Le tournoi de Kuala Lumpur (dur (int.)) disparaît pour laisser place à Chengdu (dur (ext.)), ce qui porte à quatre le nombre de tournois organisés en Chine cette saison[2].

## Classements

### Évolution du top 10
| Rang | Évolution          | Nom   | Points |
| ---- | ------------------ | ----- | ------ |
| 1    | Novak Djokovic     | 16585 |        |
| 2    | Andy Murray        | 8945  |        |
| 3    | Roger Federer      | 8340  |        |
| 4    | Stanislas Wawrinka | 6900  |        |
| 5    | Rafael Nadal       | 5230  |        |
| 6    | Tomáš Berdych      | 4620  |        |
| 7    | David Ferrer       | 4305  |        |
| 8    | Kei Nishikori      | 4235  |        |
| 9    | Richard Gasquet    | 2850  |        |
| 10   | Jo-Wilfried Tsonga | 2635  |        |

| Rang | Évolution         | Nom  | Points |
| ---- | ----------------- | ---- | ------ |
| 1    | Marcelo Melo      | 8900 |        |
| 2    | Horia Tecău       | 7420 |        |
| 3    | Jean-Julien Rojer | 7420 |        |
| 4    | Bob Bryan         | 6770 |        |
| 5    | Mike Bryan        | 6770 |        |
| 6    | Ivan Dodig        | 6685 |        |
| 7    | Jamie Murray      | 5745 |        |
| 8    | John Peers        | 5545 |        |
| 9    | Rohan Bopanna     | 5530 |        |
| 10   | Fabio Fognini     | 5365 |        |

| Rang | Évolution       | Nom                | Points |
| ---- | --------------- | ------------------ | ------ |
| 1    | en augmentation | Andy Murray        | 12410  |
| 2    | en diminution   | Novak Djokovic     | 11780  |
| 3    | en augmentation | Milos Raonic       | 5450   |
| 4    | en stagnation   | Stanislas Wawrinka | 5315   |
| 5    | en augmentation | Kei Nishikori      | 4905   |
| 6    | en augmentation | Marin Čilić        | 3650   |
| 7    | en augmentation | Gaël Monfils       | 3625   |
| 8    | en augmentation | Dominic Thiem      | 3415   |
| 9    | en diminution   | Rafael Nadal       | 3300   |
| 10   | en diminution   | Tomáš Berdych      | 3060   |

| Rang | Évolution       | Nom                   | Points |
| ---- | --------------- | --------------------- | ------ |
| 1    | en augmentation | Nicolas Mahut         | 8550   |
| 2    | en augmentation | Pierre-Hugues Herbert | 7935   |
| 3    | en augmentation | Bruno Soares          | 7760   |
| 4    | en augmentation | Jamie Murray          | 7675   |
| 5    | en diminution   | Bob Bryan             | 6590   |
| 5    | en stagnation   | Mike Bryan            | 6590   |
| 7    | en augmentation | Henri Kontinen        | 5590   |
| 8    | en diminution   | Marcelo Melo          | 5460   |
| 9    | en diminution   | John Peers            | 5450   |
| 10   | en augmentation | Marc López            | 4775   |

### Statistiques du top 20
| #  | Joueur                | Pays        | Points | Tournois joués | Classement en 2015 | + élevé | - élevé | Evolution '15>'16 |
| -- | --------------------- | ----------- | ------ | -------------- | ------------------ | ------- | ------- | ----------------- |
| 1  | Andy Murray           | Royaume-Uni | 12 410 | 17             | 2                  | 1       | 3       | 1                 |
| 2  | Novak Djokovic        | Serbie      | 11 780 | 16             | 1                  | 1       | 2       | 1                 |
| 3  | Milos Raonic          | Canada      | 5 450  | 19             | 14                 | 3       | 14      | 11                |
| 4  | Stanislas Wawrinka    | Suisse      | 5 315  | 21             | 4                  | 3       | 5       | =                 |
| 5  | Kei Nishikori         | Japon       | 4 905  | 20             | 8                  | 4       | 8       | 3                 |
| 6  | Marin Čilić           | Croatie     | 3 650  | 22             | 13                 | 6       | 14      | 7                 |
| 7  | Gaël Monfils          | France      | 3 625  | 18             | 24                 | 6       | 25      | 17                |
| 8  | Dominic Thiem         | Autriche    | 3 415  | 27             | 20                 | 7       | 20      | 12                |
| 9  | Rafael Nadal          | Espagne     | 3 300  | 16             | 5                  | 4       | 9       | 4                 |
| 10 | Tomáš Berdych         | Tchéquie    | 3 060  | 20             | 6                  | 6       | 11      | 4                 |
| 11 | David Goffin          | Belgique    | 2 780  | 25             | 16                 | 11      | 18      | 5                 |
| 12 | Jo-Wilfried Tsonga    | France      | 2 550  | 16             | 10                 | 7       | 16      | 2                 |
| 13 | Nick Kyrgios          | Australie   | 2 460  | 18             | 30                 | 13      | 42      | 17                |
| 14 | Roberto Bautista-Agut | Espagne     | 2 350  | 25             | 25                 | 13      | 25      | 11                |
| 15 | Lucas Pouille         | France      | 2 196  | 24             | 78                 | 15      | 91      | 63                |
| 16 | Roger Federer         | Suisse      | 2 130  | 7              | 3                  | 2       | 16      | 13                |
| 17 | Grigor Dimitrov       | Bulgarie    | 2 035  | 26             | 28                 | 17      | 40      | 11                |
| 18 | Richard Gasquet       | France      | 1 885  | 19             | 9                  | 9       | 19      | 9                 |
| 19 | John Isner            | États-Unis  | 1 850  | 20             | 11                 | 11      | 27      | 8                 |
| 20 | Ivo Karlović          | Croatie     | 1 795  | 24             | 23                 | 20      | 38      | 4                 |

### Gains en tournois
| #  | Joueur             | Pays        | Simple       | Double    | Total        |
| -- | ------------------ | ----------- | ------------ | --------- | ------------ |
| 1  | Andy Murray        | Royaume-Uni | 16 327 822 $ | 21,880 $  | 16 349 701 $ |
| 2  | Novak Djokovic     | Serbie      | 14 130 465 $ | 8,361 $   | 14 138 826 $ |
| 3  | Stanislas Wawrinka | Suisse      | 6 849 060 $  | 7,895 $   | 6 856 955 $  |
| 4  | Milos Raonic       | Canada      | 5 562 684 $  | 25,809 $  | 5 588 493 $  |
| 5  | Kei Nishikori      | Japon       | 4 804 963 $  | 1,785 $   | 4 806 748 $  |
| 6  | Marin Čilić        | Croatie     | 3 405 428 $  | 69,779 $  | 3 475 307 $  |
| 7  | Gaël Monfils       | France      | 3 372 420 $  | 0 $       | 3 372 420 $  |
| 8  | Dominic Thiem      | Autriche    | 3 047 117 $  | 105,246 $ | 3 152 363 $  |
| 9  | Rafael Nadal       | Espagne     | 2 714 278 $  | 122,222 $ | 2 836 500 $  |
| 10 | Tomáš Berdych      | Tchéquie    | 2 583 756 $  | 28,299 $  | 2 612 055 $  |

## Palmarès
| Grand Chelem                |
| Jeux olympiques             |
| ATP World Tour Finals       |
| ATP World Tour Masters 1000 |
| ATP World Tour 500          |
| ATP World Tour 250          |

### Simple
| No | Date       | Nom et lieu du tournoi                                          | Catégorie     | Dotation       | Surface      | Vainqueur              | Finaliste             | Score               | [ 1 ]   |
| -- | ---------- | --------------------------------------------------------------- | ------------- | -------------- | ------------ | ---------------------- | --------------------- | ------------------- | ------- |
| 1  | 03/01/2016 | Brisbane International presented by Suncorp, Brisbane           | ATP 250       | 404 780 $      | Dur (ext.)   | Milos Raonic           | Roger Federer         | 6-4, 6-4            | Tableau |
| 2  | 04/01/2016 | Qatar ExxonMobil Open, Doha                                     | ATP 250       | 1 189 605 $    | Dur (ext.)   | Novak Djokovic         | Rafael Nadal          | 6-1, 6-2            | Tableau |
| 3  | 04/01/2016 | Aircel Chennai Open, Chennai                                    | ATP 250       | 425 535 $      | Dur (ext.)   | Stanislas Wawrinka     | Borna Ćorić           | 6-3, 7-5            | Tableau |
| 4  | 11/01/2016 | Apia International Sydney, Sydney                               | ATP 250       | 404 780 $      | Dur (ext.)   | Viktor Troicki         | Grigor Dimitrov       | 2-6, 6-1, 7-67      | Tableau |
| 5  | 11/01/2016 | ASB Classic, Auckland                                           | ATP 250       | 463 520 $      | Dur (ext.)   | Roberto Bautista-Agut  | Jack Sock             | 6-1, 1-0 ab.        | Tableau |
| 6  | 18/01/2016 | Australian Open, Melbourne                                      | G. Chelem     | 19 703 000 AU$ | Dur (ext.)   | Novak Djokovic         | Andy Murray           | 6-1, 7-5, 7-63      | Tableau |
| 7  | 01/02/2016 | Open Sud de France, Montpellier                                 | ATP 250       | 463 520 €      | Dur (int.)   | Richard Gasquet        | Paul-Henri Mathieu    | 7-5, 6-4            | Tableau |
| 8  | 01/02/2016 | Garanti Koza Sofia Open, Sofia                                  | ATP 250       | 463 520 €      | Dur (int.)   | Roberto Bautista-Agut  | Viktor Troicki        | 6-3, 6-4            | Tableau |
| 9  | 01/02/2016 | Ecuador Open, Quito                                             | ATP 250       | 463 520 $      | Terre (ext.) | Víctor Estrella Burgos | Thomaz Bellucci       | 4-6, 7-65, 6-2      | Tableau |
| 10 | 08/02/2016 | ABN AMRO World Tennis Tournament, Rotterdam                     | ATP 500       | 1 597 155 €    | Dur (int.)   | Martin Kližan          | Gaël Monfils          | 61-7, 6-3, 6-1      | Tableau |
| 11 | 08/02/2016 | Argentina Open, Buenos Aires                                    | ATP 250       | 523 470 $      | Terre (ext.) | Dominic Thiem          | Nicolás Almagro       | 7-62, 3-6, 7-64     | Tableau |
| 12 | 08/02/2016 | Memphis Open, Memphis                                           | ATP 250       | 618 030 $      | Dur (int.)   | Kei Nishikori          | Taylor Fritz          | 6-4, 6-4            | Tableau |
| 13 | 15/02/2016 | Rio Open presented by Claro, Rio de Janeiro                     | ATP 500       | 1 333 085 $    | Terre (ext.) | Pablo Cuevas           | Guido Pella           | 6-4, 65-7, 6-4      | Tableau |
| 14 | 15/02/2016 | Open 13 Provence, Marseille                                     | ATP 250       | 596 790 €      | Dur (int.)   | Nick Kyrgios           | Marin Čilić           | 6-2, 7-63           | Tableau |
| 15 | 15/02/2016 | Delray Beach Open, Delray Beach                                 | ATP 250       | 514 065 $      | Dur (ext.)   | Sam Querrey            | Rajeev Ram            | 6-4, 7-66           | Tableau |
| 16 | 22/02/2016 | Dubai Duty Free Tennis Championships, Dubaï                     | ATP 500       | 2 249 215 $    | Dur (ext.)   | Stanislas Wawrinka     | Márcos Baghdatís      | 6-4, 7-613          | Tableau |
| 17 | 22/02/2016 | Abierto Mexicano Telcel por HSBC, Acapulco                      | ATP 500       | 1 413 600 $    | Dur (ext.)   | Dominic Thiem          | Bernard Tomic         | 7-66, 4-6, 6-3      | Tableau |
| 18 | 22/02/2016 | Brasil Open, São Paulo                                          | ATP 250       | 436 220 $      | Terre (ext.) | Pablo Cuevas           | Pablo Carreño-Busta   | 7-64, 6-3           | Tableau |
| 19 | 10/03/2016 | BNP Paribas Open, Indian Wells                                  | Masters 1000  | 6 134 605 $    | Dur (ext.)   | Novak Djokovic         | Milos Raonic          | 6-2, 6-0            | Tableau |
| 20 | 23/03/2016 | Miami Open presented by Itaú, Miami                             | Masters 1000  | 6 134 605 $    | Dur (ext.)   | Novak Djokovic         | Kei Nishikori         | 6-3, 6-3            | Tableau |
| 21 | 04/04/2016 | Grand Prix Hassan II, Marrakech                                 | ATP 250       | 463 520 €      | Terre (ext.) | Federico Delbonis      | Borna Ćorić           | 6-2, 6-4            | Tableau |
| 22 | 04/04/2016 | Fayez Sarofim & Co. U.S. Men's Clay Court Championship, Houston | ATP 250       | 515 025 $      | Terre (ext.) | Juan Mónaco            | Jack Sock             | 3-6, 6-3, 7-5       | Tableau |
| 23 | 10/04/2016 | Monte-Carlo Rolex Masters, Monte-Carlo                          | Masters 1000  | 3 748 925 €    | Terre (ext.) | Rafael Nadal           | Gaël Monfils          | 7-5, 5-7, 6-0       | Tableau |
| 24 | 18/04/2016 | Barcelona Open Banc Sabadell, Barcelone                         | ATP 500       | 2 152 690 €    | Terre (ext.) | Rafael Nadal           | Kei Nishikori         | 6-4, 7-5            | Tableau |
| 25 | 18/04/2016 | BRD Nastase Tiriac Trophy, Bucarest                             | ATP 250       | 463 520 €      | Terre (ext.) | Fernando Verdasco      | Lucas Pouille         | 6-3, 6-2            | Tableau |
| 26 | 25/04/2016 | BMW Open by FWU AG, Munich                                      | ATP 250       | 463 520 €      | Terre (ext.) | Philipp Kohlschreiber  | Dominic Thiem         | 7-67, 4-6, 7-64     | Tableau |
| 27 | 25/04/2016 | Millennium Estoril Open, Estoril                                | ATP 250       | 463 520 €      | Terre (ext.) | Nicolás Almagro        | Pablo Carreño-Busta   | 6-7, 7-65, 6-3      | Tableau |
| 28 | 25/04/2016 | TEB BNP Paribas Istanbul Open, Istanbul                         | ATP 250       | 426 530 €      | Terre (ext.) | Diego Schwartzman      | Grigor Dimitrov       | 65-7, 7-64, 6-0     | Tableau |
| 29 | 02/05/2016 | Mutua Madrid Open, Madrid                                       | Masters 1000  | 4 771 360 €    | Terre (ext.) | Novak Djokovic         | Andy Murray           | 6-2, 3-6, 6-3       | Tableau |
| 30 | 09/05/2016 | Internazionali BNL d'Italia, Rome                               | Masters 1000  | 3 748 925 €    | Terre (ext.) | Andy Murray            | Novak Djokovic        | 6-3, 6-3            | Tableau |
| 31 | 15/05/2016 | Banque Eric Sturdza Geneva Open, Genève                         | ATP 250       | 499 645 €      | Terre (ext.) | Stanislas Wawrinka     | Marin Čilić           | 6-4, 7-611          | Tableau |
| 32 | 15/05/2016 | Open de Nice Côte d'Azur, Nice                                  | ATP 250       | 463 520 €      | Terre (ext.) | Dominic Thiem          | Alexander Zverev      | 6-4, 3-6, 6-0       | Tableau |
| 33 | 22/05/2016 | Roland-Garros, Paris                                            | G. Chelem     | 16 008 750 €   | Terre (ext.) | Novak Djokovic         | Andy Murray           | 3-6, 6-1, 6-2, 6-4  | Tableau |
| 34 | 06/06/2016 | Ricoh Open, Bois-le-Duc                                         | ATP 250       | 566 525 €      | Gazon (ext.) | Nicolas Mahut          | Gilles Müller         | 6-4, 6-4            | Tableau |
| 35 | 06/06/2016 | Mercedes Cup, Stuttgart                                         | ATP 250       | 606 525 €      | Gazon (ext.) | Dominic Thiem          | Philipp Kohlschreiber | 62-7, 6-4, 6-4      | Tableau |
| 36 | 13/06/2016 | Gerry Weber Open, Halle (Westf.)                                | ATP 500       | 1 700 610 €    | Gazon (ext.) | Florian Mayer          | Alexander Zverev      | 6-2, 5-7, 6-3       | Tableau |
| 37 | 13/06/2016 | Aegon Championships, Londres                                    | ATP 500       | 1 802 945 €    | Gazon (ext.) | Andy Murray            | Milos Raonic          | 65-7, 6-4, 6-3      | Tableau |
| 38 | 19/06/2016 | Aegon Open Nottingham, Nottingham                               | ATP 250       | 648 255 €      | Gazon (ext.) | Steve Johnson          | Pablo Cuevas          | 7-65, 7-5           | Tableau |
| 39 | 27/06/2016 | The Championships, Wimbledon                                    | G. Chelem     | 13 163 000 £   | Gazon (ext.) | Andy Murray            | Milos Raonic          | 6-4, 7-63, 7-62     | Tableau |
| 40 | 11/07/2016 | German Tennis Championships, Hambourg                           | ATP 500       | 1 388 830 €    | Terre (ext.) | Martin Kližan          | Pablo Cuevas          | 6-1, 6-4            | Tableau |
| 41 | 11/07/2016 | Hall of Fame Tennis Championships, Newport                      | ATP 250       | 515 025 $      | Gazon (ext.) | Ivo Karlović           | Gilles Müller         | 62-7, 7-65, 7-612   | Tableau |
| 42 | 11/07/2016 | SkiStar Swedish Open, Båstad                                    | ATP 250       | 463 520 €      | Terre (ext.) | Albert Ramos-Viñolas   | Fernando Verdasco     | 6-3, 6-4            | Tableau |
| 43 | 18/07/2016 | Citi Open, Washington D.C.                                      | ATP 500       | 1 629 475 $    | Dur (ext.)   | Gaël Monfils           | Ivo Karlović          | 5-7, 7-66, 6-4      | Tableau |
| 44 | 18/07/2016 | Konzum Croatia Open Umag, Umag                                  | ATP 250       | 463 520 €      | Terre (ext.) | Fabio Fognini          | Andrej Martin         | 6-4, 6-1            | Tableau |
| 45 | 18/07/2016 | J. Safra Sarasin Swiss Open Gstaad, Gstaad                      | ATP 250       | 463 520 €      | Terre (ext.) | Feliciano López        | Robin Haase           | 6-4, 7-5            | Tableau |
| 46 | 18/07/2016 | Generali Open, Kitzbühel                                        | ATP 250       | 463 520 €      | Terre (ext.) | Paolo Lorenzi          | Nikoloz Basilashvili  | 6-3, 6-4            | Tableau |
| 47 | 25/07/2016 | Rogers Cup, Toronto                                             | Masters 1000  | 4 089 740 $    | Dur (ext.)   | Novak Djokovic         | Kei Nishikori         | 6-3, 7-5            | Tableau |
| 48 | 01/08/2016 | BB&T Atlanta Open, Atlanta                                      | ATP 250       | 618 030 $      | Dur (ext.)   | Nick Kyrgios           | John Isner            | 7-63, 7-64          | Tableau |
| 49 | 06/08/2016 | Summer Olympic Tennis Event, Rio de Janeiro                     | J. olympiques | NC $           | Dur (ext.)   | Andy Murray            | Juan Martín del Potro | 7-5, 4-6, 6-2, 7-5  | Tableau |
| 50 | 08/08/2016 | Abierto Mexicano Los Cabos, Cabo San Lucas                      | ATP 250       | 721 030 $      | Dur (ext.)   | Ivo Karlović           | Feliciano López       | 7-65, 6-2           | Tableau |
| 51 | 14/08/2016 | Western & Southern Open, Cincinnati                             | Masters 1000  | 4 362 385 $    | Dur (ext.)   | Marin Čilić            | Andy Murray           | 6-4, 7-5            | Tableau |
| 52 | 21/08/2016 | Winston-Salem Open, Winston-Salem                               | ATP 250       | 639 255 $      | Dur (ext.)   | Pablo Carreño-Busta    | Roberto Bautista-Agut | 6-7, 7-61, 6-4      | Tableau |
| 53 | 29/08/2016 | US Open, Flushing Meadows                                       | G. Chelem     | 21 862 744 $   | Dur (ext.)   | Stanislas Wawrinka     | Novak Djokovic        | 61-7, 6-4, 7-5, 6-3 | Tableau |
| 54 | 19/09/2016 | Moselle Open, Metz                                              | ATP 250       | 463 520 €      | Dur (int.)   | Lucas Pouille          | Dominic Thiem         | 7-65, 6-2           | Tableau |
| 55 | 19/09/2016 | St. Petersburg Open, Saint-Pétersbourg                          | ATP 250       | 923 550 $      | Dur (int.)   | Alexander Zverev       | Stanislas Wawrinka    | 6-2, 3-6, 7-5       | Tableau |
| 56 | 26/09/2016 | Chengdu Open, Chengdu                                           | ATP 250       | 840 915 $      | Dur (ext.)   | Karen Khachanov        | Albert Ramos-Viñolas  | 64-7, 7-63, 6-3     | Tableau |
| 57 | 26/09/2016 | Shenzhen Open, Shenzhen                                         | ATP 250       | 641 305 $      | Dur (ext.)   | Tomáš Berdych          | Richard Gasquet       | 7-65, 62-7, 6-3     | Tableau |
| 58 | 03/10/2016 | China Open, Pékin                                               | ATP 500       | 2 916 550 $    | Dur (ext.)   | Andy Murray            | Grigor Dimitrov       | 6-4, 7-62           | Tableau |
| 59 | 03/10/2016 | Rakuten Japan Open Tennis Championships, Tokyo                  | ATP 500       | 1 368 605 $    | Dur (ext.)   | Nick Kyrgios           | David Goffin          | 4-6, 6-3, 7-5       | Tableau |
| 60 | 10/10/2016 | Shanghai Rolex Masters, Shanghai                                | Masters 1000  | 5 452 985 $    | Dur (ext.)   | Andy Murray            | Roberto Bautista-Agut | 7-61, 6-1           | Tableau |
| 61 | 17/10/2016 | European Open, Anvers                                           | ATP 250       | 566 525 €      | Dur (int.)   | Richard Gasquet        | Diego Schwartzman     | 7-64, 6-1           | Tableau |
| 62 | 17/10/2016 | VTB Kremlin Cup, Moscou                                         | ATP 250       | 717 250 $      | Dur (int.)   | Pablo Carreño-Busta    | Fabio Fognini         | 4-6, 6-3, 6-2       | Tableau |
| 63 | 17/10/2016 | If Stockholm Open, Stockholm                                    | ATP 250       | 566 525 €      | Dur (int.)   | Juan Martín del Potro  | Jack Sock             | 7-5, 6-1            | Tableau |
| 64 | 24/10/2016 | Swiss Indoors Basel, Bâle                                       | ATP 500       | 1 701 320 €    | Dur (int.)   | Marin Čilić            | Kei Nishikori         | 6-1, 7-65           | Tableau |
| 65 | 24/10/2016 | Erste Bank Open, Vienne                                         | ATP 500       | 1 884 645 €    | Dur (int.)   | Andy Murray            | Jo-Wilfried Tsonga    | 6-3, 7-66           | Tableau |
| 66 | 31/10/2016 | BNP Paribas Masters, Paris                                      | Masters 1000  | 3 748 925 €    | Dur (int.)   | Andy Murray            | John Isner            | 6-3, 64-7, 6-4      | Tableau |
| 67 | 13/11/2016 | Barclays ATP World Tour Finals, Londres                         | Masters       | 7 000 000 $    | Dur (int.)   | Andy Murray            | Novak Djokovic        | 6-3, 6-4            | Tableau |

### Double
| No | Date       | Nom et lieu du tournoi                                         | Catégorie     | Dotation       | Surface      | Vainqueurs                            | Finalistes                                 | Score              | [ 1 ]   |
| -- | ---------- | -------------------------------------------------------------- | ------------- | -------------- | ------------ | ------------------------------------- | ------------------------------------------ | ------------------ | ------- |
| 1  | 03/01/2016 | Brisbane International presented by Suncorp Brisbane           | ATP 250       | 404 780 $      | Dur (ext.)   | Henri Kontinen John Peers             | James Duckworth Chris Guccione             | 7-64, 6-1          | Tableau |
| 2  | 04/01/2016 | Qatar ExxonMobil Open Doha                                     | ATP 250       | 1 189 605 $    | Dur (ext.)   | Feliciano López Marc López            | Philipp Petzschner Alexander Peya          | 6-4, 6-3           | Tableau |
| 3  | 04/01/2016 | Aircel Chennai Open Chennai                                    | ATP 250       | 425 535 $      | Dur (ext.)   | Oliver Marach Fabrice Martin          | Austin Krajicek Benoît Paire               | 6-3, 7-5           | Tableau |
| 4  | 11/01/2016 | Apia International Sydney Sydney                               | ATP 250       | 404 780 $      | Dur (ext.)   | Jamie Murray Bruno Soares             | Rohan Bopanna Florin Mergea                | 6-3, 7-66          | Tableau |
| 5  | 11/01/2016 | ASB Classic Auckland                                           | ATP 250       | 463 520 $      | Dur (ext.)   | Mate Pavić Michael Venus              | Eric Butorac Scott Lipsky                  | 7-5, 6-4           | Tableau |
| 6  | 18/01/2016 | Australian Open Melbourne                                      | G. Chelem     | 19 703 000 AU$ | Dur (ext.)   | Jamie Murray Bruno Soares             | Daniel Nestor Radek Štěpánek               | 2-6, 6-4, 7-5      | Tableau |
| 7  | 01/02/2016 | Open Sud de France Montpellier                                 | ATP 250       | 463 520 €      | Dur (int.)   | Mate Pavić Michael Venus              | Alexander Zverev Mischa Zverev             | 7-5, 7-64          | Tableau |
| 8  | 01/02/2016 | Garanti Koza Sofia Open Sofia                                  | ATP 250       | 463 520 €      | Dur (int.)   | Wesley Koolhof Matwé Middelkoop       | Philipp Oswald Adil Shamasdin              | 5-7, 7-69, [10-6]  | Tableau |
| 9  | 01/02/2016 | Ecuador Open Quito                                             | ATP 250       | 463 520 $      | Terre (ext.) | Pablo Carreño-Busta Guillermo Durán   | Thomaz Bellucci Marcelo Demoliner          | 7-5, 6-4           | Tableau |
| 10 | 08/02/2016 | ABN AMRO World Tennis Tournament Rotterdam                     | ATP 500       | 1 597 155 €    | Dur (int.)   | Nicolas Mahut Vasek Pospisil          | Philipp Petzschner Alexander Peya          | 7-62, 6-4          | Tableau |
| 11 | 08/02/2016 | Argentina Open Buenos Aires                                    | ATP 250       | 523 470 $      | Terre (ext.) | Juan Sebastián Cabal Robert Farah     | Íñigo Cervantes Paolo Lorenzi              | 6-3, 6-0           | Tableau |
| 12 | 08/02/2016 | Memphis Open Memphis                                           | ATP 250       | 618 030 $      | Dur (int.)   | Mariusz Fyrstenberg Santiago González | Steve Johnson Sam Querrey                  | 6-4, 6-4           | Tableau |
| 13 | 15/02/2016 | Rio Open presented by Claro Rio de Janeiro                     | ATP 500       | 1 333 085      | Terre (ext.) | Juan Sebastián Cabal Robert Farah     | Pablo Carreño-Busta David Marrero          | 7-65, 6-1          | Tableau |
| 14 | 15/02/2016 | Open 13 Provence Marseille                                     | ATP 250       | 596 790 €      | Dur (int.)   | Mate Pavić Michael Venus              | Jonathan Erlich Colin Fleming              | 6-2, 6-3           | Tableau |
| 15 | 15/02/2016 | Delray Beach Open Delray Beach                                 | ATP 250       | 514 065 $      | Dur (ext.)   | Oliver Marach Fabrice Martin          | Bob Bryan Mike Bryan                       | 3-6, 7-67, [13-11] | Tableau |
| 16 | 22/02/2016 | Dubai Duty Free Tennis Championships Dubaï                     | ATP 500       | 2 249 215      | Dur (ext.)   | Simone Bolelli Andreas Seppi          | Feliciano López Marc López                 | 6-2, 3-6, [14-12]  | Tableau |
| 17 | 22/02/2016 | Abierto Mexicano Telcel por HSBC Acapulco                      | ATP 500       | 1 413 600      | Dur (ext.)   | Treat Conrad Huey Max Mirnyi          | Philipp Petzschner Alexander Peya          | 7-65, 6-3          | Tableau |
| 18 | 22/02/2016 | Brasil Open São Paulo                                          | ATP 250       | 436 220 $      | Terre (ext.) | Julio Peralta Horacio Zeballos        | Pablo Carreño-Busta David Marrero          | 4-6, 6-1, [10-5]   | Tableau |
| 19 | 10/03/2016 | BNP Paribas Open Indian Wells                                  | Masters 1000  | 6 134 605 $    | Dur (ext.)   | Pierre-Hugues Herbert Nicolas Mahut   | Vasek Pospisil Jack Sock                   | 6-3, 7-65          | Tableau |
| 20 | 23/03/2016 | Miami Open presented by Itaú Miami                             | Masters 1000  | 6 134 605 $    | Dur (ext.)   | Pierre-Hugues Herbert Nicolas Mahut   | Raven Klaasen Rajeev Ram                   | 5-7, 6-1, [10-7]   | Tableau |
| 21 | 04/04/2016 | Grand Prix Hassan II Marrakech                                 | ATP 250       | 463 520 €      | Terre (ext.) | Guillermo Durán Máximo González       | Marin Draganja Aisam-Ul-Haq Qureshi        | 6-2, 3-6, [10-6]   | Tableau |
| 22 | 04/04/2016 | Fayez Sarofim & Co. U.S. Men's Clay Court Championship Houston | ATP 250       | 515 025 $      | Terre (ext.) | Bob Bryan Mike Bryan                  | Víctor Estrella Burgos Santiago González   | 4-6, 6-3, [10-8]   | Tableau |
| 23 | 10/04/2016 | Monte-Carlo Rolex Masters Monte-Carlo                          | Masters 1000  | 3 748 925 €    | Terre (ext.) | Pierre-Hugues Herbert Nicolas Mahut   | Jamie Murray Bruno Soares                  | 4-6, 6-0, [10-6]   | Tableau |
| 24 | 18/04/2016 | Barcelona Open Banc Sabadell Barcelone                         | ATP 500       | 2 152 690 €    | Terre (ext.) | Bob Bryan Mike Bryan                  | Pablo Cuevas Marcel Granollers             | 7-5, 7-5           | Tableau |
| 25 | 18/04/2016 | BRD Nastase Tiriac Trophy Bucarest                             | ATP 250       | 463 520 €      | Terre (ext.) | Florin Mergea Horia Tecău             | Chris Guccione André Sá                    | 7-5, 6-4           | Tableau |
| 26 | 25/04/2016 | BMW Open by FWU AG Munich                                      | ATP 250       | 463 520 €      | Terre (ext.) | Henri Kontinen John Peers             | Juan Sebastián Cabal Robert Farah          | 6-3, 3-6, [10-7]   | Tableau |
| 27 | 25/04/2016 | Millennium Estoril Open Estoril                                | ATP 250       | 463 520 €      | Terre (ext.) | Eric Butorac Scott Lipsky             | Łukasz Kubot Marcin Matkowski              | 6-4, 3-6, [10-8]   | Tableau |
| 28 | 25/04/2016 | TEB BNP Paribas Istanbul Open Istanbul                         | ATP 250       | 426 530 €      | Terre (ext.) | Flavio Cipolla Dudi Sela              | Andrés Molteni Diego Schwartzman           | 6-3, 5-7, [10-7]   | Tableau |
| 29 | 02/05/2016 | Mutua Madrid Open Madrid                                       | Masters 1000  | 4 771 360 €    | Terre (ext.) | Jean-Julien Rojer Horia Tecău         | Rohan Bopanna Florin Mergea                | 6-4, 7-65          | Tableau |
| 30 | 09/05/2016 | Internazionali BNL d'Italia Rome                               | Masters 1000  | 3 748 925 €    | Terre (ext.) | Bob Bryan Mike Bryan                  | Vasek Pospisil Jack Sock                   | 2-6, 6-3, [10-7]   | Tableau |
| 31 | 15/05/2016 | Banque Eric Sturdza Geneva Open Genève                         | ATP 250       | 499 645 €      | Terre (ext.) | Steve Johnson Sam Querrey             | Raven Klaasen Rajeev Ram                   | 6-4, 6-1           | Tableau |
| 32 | 15/05/2016 | Open de Nice Côte d'Azur Nice                                  | ATP 250       | 463 520 €      | Terre (ext.) | Juan Sebastián Cabal Robert Farah     | Mate Pavić Michael Venus                   | 4-6, 6-4, [10-8]   | Tableau |
| 33 | 22/05/2016 | Roland-Garros Paris                                            | G. Chelem     | 16 008 750 €   | Terre (ext.) | Feliciano López Marc López            | Bob Bryan Mike Bryan                       | 6-4, 66-7, 6-4     | Tableau |
| 34 | 06/06/2016 | Ricoh Open Bois-le-Duc                                         | ATP 250       | 566 525 €      | Gazon (ext.) | Mate Pavić Michael Venus              | Dominic Inglot Raven Klaasen               | 3-6, 6-3, [11-9]   | Tableau |
| 35 | 06/06/2016 | Mercedes Cup Stuttgart                                         | ATP 250       | 606 525 €      | Gazon (ext.) | Marcus Daniell Artem Sitak            | Oliver Marach Fabrice Martin               | 64-7, 6-4, [10-8]  | Tableau |
| 36 | 13/06/2016 | Gerry Weber Open Halle (Westf.)                                | ATP 500       | 1 700 610 €    | Gazon (ext.) | Raven Klaasen Rajeev Ram              | Łukasz Kubot Alexander Peya                | 7-65, 6-2          | Tableau |
| 37 | 13/06/2016 | Aegon Championships Londres                                    | ATP 500       | 1 802 945 €    | Gazon (ext.) | Pierre-Hugues Herbert Nicolas Mahut   | Chris Guccione André Sá                    | 6-3, 7-65          | Tableau |
| 38 | 19/06/2016 | Aegon Open Nottingham Nottingham                               | ATP 250       | 648 255 €      | Gazon (ext.) | Dominic Inglot Daniel Nestor          | Ivan Dodig Marcelo Melo                    | 7-5, 7-64          | Tableau |
| 39 | 27/06/2016 | The Championships Wimbledon                                    | G. Chelem     | 13 163 000 £   | Gazon (ext.) | Pierre-Hugues Herbert Nicolas Mahut   | Julien Benneteau Édouard Roger-Vasselin    | 6-4, 7-61, 6-3     | Tableau |
| 40 | 11/07/2016 | German Tennis Championships Hambourg                           | ATP 500       | 1 388 830 €    | Terre (ext.) | Henri Kontinen John Peers             | Daniel Nestor Aisam-Ul-Haq Qureshi         | 7-5, 6-3           | Tableau |
| 41 | 11/07/2016 | Hall of Fame Tennis Championships Newport                      | ATP 250       | 515 025 $      | Gazon (ext.) | Sam Groth Chris Guccione              | Jonathan Marray Adil Shamasdin             | 6-4, 6-3           | Tableau |
| 42 | 11/07/2016 | SkiStar Swedish Open Båstad                                    | ATP 250       | 463 520 €      | Terre (ext.) | Marcel Granollers David Marrero       | Marcus Daniell Marcelo Demoliner           | 6-2, 6-3           | Tableau |
| 43 | 18/07/2016 | Citi Open Washington D.C.                                      | ATP 500       | 1 629 475      | Dur (ext.)   | Daniel Nestor Édouard Roger-Vasselin  | Łukasz Kubot Alexander Peya                | 7-63, 7-64         | Tableau |
| 44 | 18/07/2016 | Konzum Croatia Open Umag Umag                                  | ATP 250       | 463 520 €      | Terre (ext.) | Martin Kližan David Marrero           | Nikola Mektić Antonio Šančić               | 6-4, 6-2           | Tableau |
| 45 | 18/07/2016 | J. Safra Sarasin Swiss Open Gstaad Gstaad                      | ATP 250       | 463 520 €      | Terre (ext.) | Julio Peralta Horacio Zeballos        | Mate Pavić Michael Venus                   | 7-62, 6-2          | Tableau |
| 46 | 18/07/2016 | Generali Open Kitzbühel                                        | ATP 250       | 463 520 €      | Terre (ext.) | Wesley Koolhof Matwé Middelkoop       | Dennis Novak Dominic Thiem                 | 2-6, 6-3, [11-9]   | Tableau |
| 47 | 25/07/2016 | Rogers Cup Toronto                                             | Masters 1000  | 4 089 740 $    | Dur (ext.)   | Ivan Dodig Marcelo Melo               | Jamie Murray Bruno Soares                  | 6-4, 6-4           | Tableau |
| 48 | 01/08/2016 | BB&T Atlanta Open Atlanta                                      | ATP 250       | 618 030 $      | Dur (ext.)   | Andrés Molteni Horacio Zeballos       | Johan Brunström Andreas Siljeström         | 7-62, 6-4          | Tableau |
| 49 | 06/08/2016 | Summer Olympic Tennis Event Rio de Janeiro                     | J. olympiques | NC $           | Dur (ext.)   | Marc López · Rafael Nadal             | Florin Mergea · Horia Tecău                | 6-2, 3-6, 6-4      | Tableau |
| 50 | 08/08/2016 | Abierto Mexicano Los Cabos Cabo San Lucas                      | ATP 250       | 721 030 $      | Dur (ext.)   | Divij Sharan Purav Raja               | Jonathan Erlich Ken Skupski                | 7-64, 7-63         | Tableau |
| 51 | 14/08/2016 | Western & Southern Open Cincinnati                             | Masters 1000  | 4 362 385 $    | Dur (ext.)   | Ivan Dodig Marcelo Melo               | Jean-Julien Rojer Horia Tecău              | 7-65, 65-7, [10-6] | Tableau |
| 52 | 21/08/2016 | Winston-Salem Open Winston-Salem                               | ATP 250       | 639 255 $      | Dur (ext.)   | Guillermo García-López Henri Kontinen | Andre Begemann Leander Paes                | 4-6, 7-66, [10-8]  | Tableau |
| 53 | 29/08/2016 | US Open Flushing Meadows                                       | G. Chelem     | 21 862 744 $   | Dur (ext.)   | Jamie Murray Bruno Soares             | Pablo Carreño-Busta Guillermo García-López | 6-2, 6-3           | Tableau |
| 54 | 19/09/2016 | Moselle Open Metz                                              | ATP 250       | 463 520 €      | Dur (int.)   | Julio Peralta Horacio Zeballos        | Mate Pavić Michael Venus                   | 6-3, 7-64          | Tableau |
| 55 | 19/09/2016 | St. Petersburg Open Saint-Pétersbourg                          | ATP 250       | 923 550 $      | Dur (int.)   | Dominic Inglot Henri Kontinen         | Andre Begemann Leander Paes                | 4-6, 6-3, [12-10]  | Tableau |
| 56 | 26/09/2016 | Chengdu Open Chengdu                                           | ATP 250       | 840 915 $      | Dur (ext.)   | Raven Klaasen Rajeev Ram              | Pablo Carreño-Busta Mariusz Fyrstenberg    | 7-62, 7-5          | Tableau |
| 57 | 26/09/2016 | Shenzhen Open Shenzhen                                         | ATP 250       | 641 305 $      | Dur (ext.)   | Fabio Fognini Robert Lindstedt        | Oliver Marach Fabrice Martin               | 7-64, 6-3          | Tableau |
| 58 | 03/10/2016 | China Open Pékin                                               | ATP 500       | 2 916 550 $    | Dur (ext.)   | Pablo Carreño-Busta Rafael Nadal      | Jack Sock Bernard Tomic                    | 6-7, 6-2, [10-8]   | Tableau |
| 59 | 03/10/2016 | Rakuten Japan Open Tennis Championships Tokyo                  | ATP 500       | 1 368 605 $    | Dur (ext.)   | Marcel Granollers Marcin Matkowski    | Raven Klaasen Rajeev Ram                   | 6-2, 7-64          | Tableau |
| 60 | 10/10/2016 | Shanghai Rolex Masters Shanghai                                | Masters 1000  | 5 452 985 $    | Dur (ext.)   | John Isner Jack Sock                  | Henri Kontinen John Peers                  | 6-4, 6-4           | Tableau |
| 61 | 17/10/2016 | European Open Anvers                                           | ATP 250       | 566 525 €      | Dur (int.)   | Daniel Nestor Édouard Roger-Vasselin  | Pierre-Hugues Herbert Nicolas Mahut        | 6-4, 6-4           | Tableau |
| 62 | 17/10/2016 | VTB Kremlin Cup Moscou                                         | ATP 250       | 717 250 $      | Dur (int.)   | Juan Sebastián Cabal Robert Farah     | Julian Knowle Jürgen Melzer                | 7-5, 4-6, [10-5]   | Tableau |
| 63 | 17/10/2016 | If Stockholm Open Stockholm                                    | ATP 250       | 566 525 €      | Dur (int.)   | Elias Ymer Mikael Ymer                | Mate Pavić Michael Venus                   | 6-1, 6-1           | Tableau |
| 64 | 24/10/2016 | Swiss Indoors Basel Bâle                                       | ATP 500       | 1 701 320 €    | Dur (int.)   | Marcel Granollers Jack Sock           | Robert Lindstedt Michael Venus             | 6-3, 6-4           | Tableau |
| 65 | 24/10/2016 | Erste Bank Open Vienne                                         | ATP 500       | 1 884 645 €    | Dur (int.)   | Łukasz Kubot Marcelo Melo             | Oliver Marach Fabrice Martin               | 4-6, 6-3, [13-11]  | Tableau |
| 66 | 31/10/2016 | BNP Paribas Masters Paris                                      | Masters 1000  | 3 748 925 €    | Dur (int.)   | Henri Kontinen John Peers             | Pierre-Hugues Herbert Nicolas Mahut        | 6-4, 3-6, [10-6]   | Tableau |
| 67 | 13/11/2016 | Barclays ATP World Tour Finals Londres                         | Masters       | 7 000 000 $    | Dur (int.)   | Henri Kontinen John Peers             | Raven Klaasen Rajeev Ram                   | 2-6, 6-1, [10-8]   | Tableau |

### Double mixte
| No | Date       | Nom et lieu du tournoi                     | Catégorie     | Dotation    | Surface      | Vainqueurs                        | Finalistes                       | Score             |         |
| -- | ---------- | ------------------------------------------ | ------------- | ----------- | ------------ | --------------------------------- | -------------------------------- | ----------------- | ------- |
| 1  | 18/01/2016 | Australian Open Melbourne                  | G. Chelem     | 530 000 AU$ | Dur (ext.)   | Elena Vesnina Bruno Soares        | Coco Vandeweghe Horia Tecău      | 6-4, 4-6, [10-5]  | Tableau |
| 2  | 22/05/2016 | Roland-Garros Paris                        | G. Chelem     | 431 000 €   | Terre (ext.) | Martina Hingis Leander Paes       | Sania Mirza Ivan Dodig           | 4-6, 6-4, [10-8]  | Tableau |
| 3  | 27/06/2016 | The Championships Wimbledon                | G. Chelem     | 368 000 £   | Gazon (ext.) | Heather Watson Henri Kontinen     | Anna-Lena Grönefeld Robert Farah | 7-65, 6-4         | Tableau |
| 4  | 06/08/2016 | Summer Olympic Tennis Event Rio de Janeiro | J. olympiques | NC $        | Dur (ext.)   | Bethanie Mattek-Sands · Jack Sock | Venus Williams · Rajeev Ram      | 63-7, 6-1, [10-7] | Tableau |
| 5  | 29/08/2016 | US Open Flushing Meadows                   | G. Chelem     | 500 000 $   | Dur (ext.)   | Laura Siegemund Mate Pavić        | Coco Vandeweghe Rajeev Ram       | 6-4, 6-4          | Tableau |

### Compétitions par équipes
| | Croatie | 2                          | -  | 3  | Argentine |   |   |
| --- | ------- | -------------------------- | -- | -- | --------- | - | - |
| Arena Zagreb, Zagreb, Croatie |         |                            |    |    |           |   |   |
| du 25 au 27 novembre 2016 sur dur (int.) |         |                            |    |    |           |   |   |
| \| 1 \| \| Marin Čilić \| 6 \| 7 \| 3 \| 1 \| 6 \| \| 1 \| \| Federico Delbonis \| 3 \| 5 \| 6 \| 6 \| 2 \| \| 2 \| \| Ivo Karlović \| 4 \| 7 \| 3 \| 5 \| \| \| 2 \| \| Juan Martín del Potro \| 6 \| 6 \| 6 \| 7 \| \| \| 3 \| \| Marin Čilić - Ivan Dodig \| 7 \| 7 \| 6 \| \| \| \| 3 \| \| J. M. del Potro - L. Mayer \| 62 \| 64 \| 3 \| \| \| \| \| \| \| \| \| \| \| \| \| 4 \| \| Marin Čilić \| 7 \| 6 \| 5 \| 4 \| 3 \| \| 4 \| \| Juan Martín del Potro \| 64 \| 2 \| 7 \| 6 \| 6 \| \| \| \| \| \| \| \| \| \| \| 5 \| \| Ivo Karlović \| 3 \| 4 \| 2 \| \| \| \| 5 \| \| Federico Delbonis \| 6 \| 6 \| 6 \| \| \| \| \| \| \| \| \| \| \| \| |         |                            |    |    |           |   |   |
| 1 |         | Marin Čilić                | 6  | 7  | 3         | 1 | 6 |
| 1 |         | Federico Delbonis          | 3  | 5  | 6         | 6 | 2 |
| 2 |         | Ivo Karlović               | 4  | 7  | 3         | 5 |   |
| 2 |         | Juan Martín del Potro      | 6  | 6  | 6         | 7 |   |
| 3 |         | Marin Čilić - Ivan Dodig   | 7  | 7  | 6         |   |   |
| 3 |         | J. M. del Potro - L. Mayer | 62 | 64 | 3         |   |   |
| |         |                            |    |    |           |   |   |
| 4 |         | Marin Čilić                | 7  | 6  | 5         | 4 | 3 |
| 4 |         | Juan Martín del Potro      | 64 | 2  | 7         | 6 | 6 |
| |         |                            |    |    |           |   |   |
| 5 |         | Ivo Karlović               | 3  | 4  | 2         |   |   |
| 5 |         | Federico Delbonis          | 6  | 6  | 6         |   |   |
| |         |                            |    |    |           |   |   |

| 1 |  | Marin Čilić                | 6  | 7  | 3 | 1 | 6 |
| 1 |  | Federico Delbonis          | 3  | 5  | 6 | 6 | 2 |
| 2 |  | Ivo Karlović               | 4  | 7  | 3 | 5 |   |
| 2 |  | Juan Martín del Potro      | 6  | 6  | 6 | 7 |   |
| 3 |  | Marin Čilić - Ivan Dodig   | 7  | 7  | 6 |   |   |
| 3 |  | J. M. del Potro - L. Mayer | 62 | 64 | 3 |   |   |
|   |  |                            |    |    |   |   |   |
| 4 |  | Marin Čilić                | 7  | 6  | 5 | 4 | 3 |
| 4 |  | Juan Martín del Potro      | 64 | 2  | 7 | 6 | 6 |
|   |  |                            |    |    |   |   |   |
| 5 |  | Ivo Karlović               | 3  | 4  | 2 |   |   |
| 5 |  | Federico Delbonis          | 6  | 6  | 6 |   |   |
|   |  |                            |    |    |   |   |   |

|  | Équipe 1        | Score | Équipe 2 |  |
|  | Australie Green | 2 – 0 | Ukraine  |  |

| Ordre des matchs | Joueurs                               | Points au premier set | Points au second set | Points au troisième set |
| ---------------- | ------------------------------------- | --------------------- | -------------------- | ----------------------- |
| 1                | Nick Kyrgios                          | 6                     | 6                    |                         |
| 1                | Alexandr Dolgopolov                   | 3                     | 4                    |                         |
|                  |                                       |                       |                      |                         |
| 2                | Daria Gavrilova                       | 6                     | 7                    |                         |
| 2                | Elina Svitolina                       | 4                     | 6                    |                         |
|                  |                                       |                       |                      |                         |
| 3 (sans enjeu)   | Daria Gavrilova - Nick Kyrgios        | Non                   |                      |                         |
| 3 (sans enjeu)   | Elina Svitolina - Alexandr Dolgopolov | joué                  |                      |                         |

## Informations statistiques
| Catégorie \ Surface         | Dur    | Terre | Gazon | Total  |
| Grand Chelem                | 2      | 1     | 1     | 4      |
| Jeux olympiques             | 1      | 0     | 0     | 0      |
| ATP Finals                  | 1(1)   | 0     | 0     | 1(1)   |
| ATP World Tour Masters 1000 | 6(1)   | 3     | 0     | 9(1)   |
| ATP World Tour 500          | 8(3)   | 3     | 2     | 13(3)  |
| ATP World Tour 250          | 20(9)  | 15    | 4     | 39(9)  |
| Total                       | 38(14) | 22    | 7     | 67(14) |

Entre parenthèses le nombre de tournois se déroulant en intérieur.

### En simple
| Joueur         | Période                  | Semaines | Cumul |
| -------------- | ------------------------ | -------- | ----- |
| Novak Djokovic | 1er janvier - 6 novembre | 44       | 44    |
| Andy Murray    | 7 novembre - 31 décembre | 8        | 8     |

| Joueur                 | Nombre | Titre(s)                                                                           |
| ---------------------- | ------ | ---------------------------------------------------------------------------------- |
| Andy Murray            | 9      | Rome, Queen's, Wimbledon, Jeux olympiques, Pékin, Shanghai, Vienne, Paris, Masters |
| Novak Djokovic         | 7      | Doha, Open d'Australie, Indian Wells, Miami, Madrid, Roland-Garros, Toronto        |
| Dominic Thiem          | 4      | Buenos Aires, Acapulco, Nice, Stuttgart                                            |
| Stanislas Wawrinka     | 4      | Chennai, Dubaï, Genève, US Open                                                    |
| Nick Kyrgios           | 3      | Marseille, Atlanta, Tokyo                                                          |
| Roberto Bautista-Agut  | 2      | Auckland, Sofia                                                                    |
| Pablo Carreño-Busta    | 2      | Winston-Salem, Moscou                                                              |
| Marin Čilić            | 2      | Cincinnati, Bâle                                                                   |
| Pablo Cuevas           | 2      | Rio de Janeiro, São Paulo                                                          |
| Richard Gasquet        | 2      | Montpellier, Anvers                                                                |
| Ivo Karlović           | 2      | Newport, Cabo San Lucas                                                            |
| Martin Kližan          | 2      | Rotterdam, Hambourg                                                                |
| Rafael Nadal           | 2      | Monte-Carlo, Barcelone                                                             |
| Nicolás Almagro        | 1      | Estoril                                                                            |
| Tomáš Berdych          | 1      | Shenzhen                                                                           |
| Juan Martín del Potro  | 1      | Stockholm                                                                          |
| Federico Delbonis      | 1      | Marrakech                                                                          |
| Víctor Estrella Burgos | 1      | Quito                                                                              |
| Fabio Fognini          | 1      | Umag                                                                               |
| Steve Johnson          | 1      | Nottingham                                                                         |
| Karen Khachanov        | 1      | Chengdu                                                                            |
| Philipp Kohlschreiber  | 1      | Munich                                                                             |
| Feliciano López        | 1      | Gstaad                                                                             |
| Paolo Lorenzi          | 1      | Kitzbühel                                                                          |
| Nicolas Mahut          | 1      | Bois-le-Duc                                                                        |
| Florian Mayer          | 1      | Halle                                                                              |
| Juan Mónaco            | 1      | Houston                                                                            |
| Gaël Monfils           | 1      | Washington                                                                         |
| Kei Nishikori          | 1      | Memphis                                                                            |
| Lucas Pouille          | 1      | Metz                                                                               |
| Sam Querrey            | 1      | Delray Beach                                                                       |
| Albert Ramos-Viñolas   | 1      | Båstad                                                                             |
| Milos Raonic           | 1      | Brisbane                                                                           |
| Diego Schwartzman      | 1      | Istanbul                                                                           |
| Viktor Troicki         | 1      | Sydney                                                                             |
| Fernando Verdasco      | 1      | Bucarest                                                                           |
| Alexander Zverev       | 1      | Saint-Pétersbourg                                                                  |

| Joueur               | Début de carrière | Premier titre     |
| -------------------- | ----------------- | ----------------- |
| Pablo Carreño-Busta  | 2009              | Winston-Salem     |
| Steve Johnson        | 2012              | Nottingham        |
| Karen Khachanov      | 2013              | Chengdu           |
| Nick Kyrgios         | 2013              | Marseille         |
| Paolo Lorenzi        | 2003              | Kitzbühel         |
| Lucas Pouille        | 2013              | Metz              |
| Albert Ramos-Viñolas | 2007              | Båstad            |
| Diego Schwartzman    | 2010              | Istanbul          |
| Alexander Zverev     | 2013              | Saint-Pétersbourg |

| Pays                   | Total | Nombre par surface | Nombre par surface | Nombre par surface | Titre(s)                                                                                          |
| Pays                   | Total | Dur                | Terre              | Gazon              | Titre(s)                                                                                          |
| Espagne                | 10    | 4                  | 6                  | 0                  | Auckland, Sofia, Monte-Carlo, Barcelone, Bucarest, Estoril, Båstad, Gstaad, Winston-Salem, Moscou |
| Royaume-Uni            | 9     | 6                  | 1                  | 2                  | Rome, Queen's, Wimbledon, Jeux olympiques, Pékin, Shanghai, Vienne, Paris, Masters                |
| Serbie                 | 8     | 6                  | 2                  | 0                  | Doha, Sydney, Open d'Australie, Indian Wells, Miami, Madrid, Roland-Garros, Toronto               |
| France                 | 5     | 4                  | 0                  | 1                  | Montpellier, Bois-le-Duc, Washington, Metz, Anvers                                                |
| Argentine              | 4     | 1                  | 3                  | 0                  | Marrakech, Houston, Istanbul, Stockholm                                                           |
| Autriche               | 4     | 1                  | 2                  | 1                  | Buenos Aires, Acapulco, Nice, Stuttgart                                                           |
| Croatie                | 4     | 3                  | 0                  | 1                  | Newport, Cabo San Lucas, Cincinnati, Bâle                                                         |
| Suisse                 | 4     | 3                  | 1                  | 0                  | Chennai, Dubaï, Genève, US Open                                                                   |
| Allemagne              | 3     | 1                  | 1                  | 1                  | Munich, Halle, Saint-Pétersbourg                                                                  |
| Australie              | 3     | 3                  | 0                  | 0                  | Marseille, Atlanta, Tokyo                                                                         |
| États-Unis             | 2     | 1                  | 0                  | 1                  | Delray Beach, Nottingham                                                                          |
| Italie                 | 2     | 0                  | 2                  | 0                  | Kitzbühel, Umag                                                                                   |
| Slovaquie              | 2     | 1                  | 1                  | 0                  | Rotterdam, Hambourg                                                                               |
| Uruguay                | 2     | 0                  | 2                  | 0                  | Rio de Janeiro, São Paulo                                                                         |
| Canada                 | 1     | 1                  | 0                  | 0                  | Brisbane                                                                                          |
| Japon                  | 1     | 1                  | 0                  | 0                  | Memphis                                                                                           |
| République dominicaine | 1     | 0                  | 1                  | 0                  | Quito                                                                                             |
| République tchèque     | 1     | 1                  | 0                  | 0                  | Shenzhen                                                                                          |
| Russie                 | 1     | 1                  | 0                  | 0                  | Chengdu                                                                                           |

### En double
| Joueur        | Période                  | Semaines | Cumul |
| ------------- | ------------------------ | -------- | ----- |
| Marcelo Melo  | 1er janvier - 3 avril    | 13       | 13    |
| Jamie Murray  | 4 avril - 8 mai          | 5        | 5     |
| Marcelo Melo  | 9 mai - 5 juin           | 4        | 17    |
| Nicolas Mahut | 6 juin - 12 juin         | 1        | 1     |
| Jamie Murray  | 13 juin - 10 juillet     | 4        | 9     |
| Nicolas Mahut | 11 juillet - 31 décembre | 25       | 26    |

| Joueur                 | Nombre | Titre(s)                                                                     |
| ---------------------- | ------ | ---------------------------------------------------------------------------- |
| Henri Kontinen         | 7      | Brisbane, Munich, Hambourg, Winston-Salem, Saint-Pétersbourg, Paris, Masters |
| Nicolas Mahut          | 6      | Rotterdam, Indian Wells, Miami, Monte-Carlo, Queen's, Wimbledon              |
| Pierre-Hugues Herbert  | 5      | Indian Wells, Miami, Monte-Carlo, Queen's, Wimbledon                         |
| John Peers             | 5      | Brisbane, Munich, Hambourg, Paris, Masters                                   |
| Juan Sebastián Cabal   | 4      | Buenos Aires, Rio de Janeiro, Nice, Moscou                                   |
| Robert Farah           | 4      | Buenos Aires, Rio de Janeiro, Nice, Moscou                                   |
| Mate Pavić             | 4      | Auckland, Montpellier, Marseille, Bois-le-Duc                                |
| Michael Venus          | 4      | Auckland, Montpellier, Marseille, Bois-le-Duc                                |
| Horacio Zeballos       | 4      | São Paulo, Gstaad, Atlanta, Metz                                             |
| Bob Bryan              | 3      | Houston, Barcelone, Rome                                                     |
| Mike Bryan             | 3      | Houston, Barcelone, Rome                                                     |
| Marcel Granollers      | 3      | Båstad, Tokyo, Bâle                                                          |
| Marc López             | 3      | Doha, Roland-Garros, Jeux olympiques                                         |
| Marcelo Melo           | 3      | Toronto, Cincinnati, Vienne                                                  |
| Jamie Murray           | 3      | Sydney, Open d'Australie, US Open                                            |
| Daniel Nestor          | 3      | Nottingham, Washington, Anvers                                               |
| Julio Peralta          | 3      | São Paulo, Gstaad, Metz                                                      |
| Bruno Soares           | 3      | Sydney, Open d'Australie, US Open                                            |
| Pablo Carreño-Busta    | 2      | Quito, Pékin                                                                 |
| Ivan Dodig             | 2      | Toronto, Cincinnati                                                          |
| Guillermo Durán        | 2      | Quito, Marrakech                                                             |
| Dominic Inglot         | 2      | Nottingham, Saint-Pétersbourg                                                |
| Raven Klaasen          | 2      | Halle, Chengdu                                                               |
| Wesley Koolhof         | 2      | Sofia, Kitzbühel                                                             |
| Feliciano López        | 2      | Doha, Roland-Garros                                                          |
| Oliver Marach          | 2      | Chennai, Delray Beach                                                        |
| David Marrero          | 2      | Båstad, Umag                                                                 |
| Fabrice Martin         | 2      | Chennai, Delray Beach                                                        |
| Matwé Middelkoop       | 2      | Sofia, Kitzbühel                                                             |
| Rafael Nadal           | 2      | Jeux olympiques, Pékin                                                       |
| Rajeev Ram             | 2      | Halle, Chengdu                                                               |
| Édouard Roger-Vasselin | 2      | Washington, Anvers                                                           |
| Jack Sock              | 2      | Shanghai, Bâle                                                               |
| Horia Tecău            | 2      | Bucarest, Madrid                                                             |

| Joueur              | Début de carrière | Premier titre |
| ------------------- | ----------------- | ------------- |
| Pablo Carreño-Busta | 2009              | Quito         |
| Flavio Cipolla      | 2003              | Istanbul      |
| Guillermo Durán     | 2009              | Quito         |
| Steve Johnson       | 2012              | Genève        |
| Wesley Koolhof      | 2009              | Sofia         |
| Fabrice Martin      | 2006              | Chennai       |
| Matwé Middelkoop    | 2002              | Sofia         |
| Andrés Molteni      | 2005              | Atlanta       |
| Julio Peralta       | 2000              | São Paulo     |
| Dudi Sela           | 2002              | Istanbul      |
| Andreas Seppi       | 2002              | Dubaï         |
| Elias Ymer          | 2013              | Stockholm     |
| Mikael Ymer         | 2014              | Stockholm     |

| Pays             | Nombre | Titres |
| ---------------- | ------ | --- |
| Espagne          | 10     | Doha, Quito, Roland-Garros, Båstad, Umag, Jeux olympiques, Winston-Salem, Tokyo, Pékin, Bâle               |
| France           | 10     | Chennai, Rotterdam, Delray Beach, Indian Wells, Miami, Monte-Carlo, Queen's, Wimbledon, Washington, Anvers |
| États-Unis       | 9      | Houston, Barcelone, Estoril, Rome, Genève, Halle, Chengdu, Shanghai, Bâle                                  |
| Finlande         | 7      | Brisbane, Munich, Hambourg, Winston-Salem, Saint-Pétersbourg, Paris, Masters                               |
| Argentine        | 6      | Quito, São Paulo, Marrakech, Gstaad, Atlanta, Metz                                                         |
| Australie        | 6      | Brisbane, Munich, Newport, Hambourg, Paris, Masters                                                        |
| Brésil           | 6      | Sydney, Open d'Australie, Toronto, Cincinnati, US Open, Vienne                                             |
| Croatie          | 6      | Auckland, Montpellier, Marseille, Bois-le-Duc, Toronto, Cincinnati                                         |
| Nouvelle-Zélande | 5      | Auckland, Montpellier, Marseille, Bois-le-Duc, Stuttgart                                                   |
| Royaume-Uni      | 5      | Sydney, Open d'Australie, Nottingham, US Open, Saint-Pétersbourg                                           |
| Canada           | 4      | Rotterdam, Nottingham, Washington, Anvers                                                                  |
| Colombie         | 4      | Buenos Aires, Rio de Janeiro, Nice, Moscou                                                                 |
| Chili            | 3      | São Paulo, Gstaad, Metz                                                                                    |
| Italie           | 3      | Dubaï, Istanbul, Shenzhen                                                                                  |
| Pays-Bas         | 3      | Sofia, Madrid, Kitzbühel                                                                                   |
| Pologne          | 3      | Memphis, Tokyo, Vienne                                                                                     |
| Afrique du Sud   | 2      | Halle, Chengdu                                                                                             |
| Autriche         | 2      | Chennai, Delray Beach                                                                                      |
| Roumanie         | 2      | Bucarest, Madrid                                                                                           |
| Suède            | 2      | Shenzhen, Stockholm                                                                                        |
| Biélorussie      | 1      | Acapulco                                                                                                   |
| Inde             | 1      | Cabo San Lucas                                                                                             |
| Israël           | 1      | Istanbul                                                                                                   |
| Mexique          | 1      | Memphis |
| Philippines      | 1      | Acapulco                                                                                                   |
| Slovaquie        | 1      | Umag |

## Retraits du circuit
Date du dernier match entre parenthèses.
- Andreas Beck (septembre 2016)
- Michael Berrer (octobre 2016)
- Eric Butorac (septembre 2016)
- Lleyton Hewitt (janvier 2016)
- Rui Machado (mai 2016)
- Julian Reister (septembre 2016)
- Thomas Schoorel (septembre 2015)